# Peter Schreiner (Fußballtrainer)

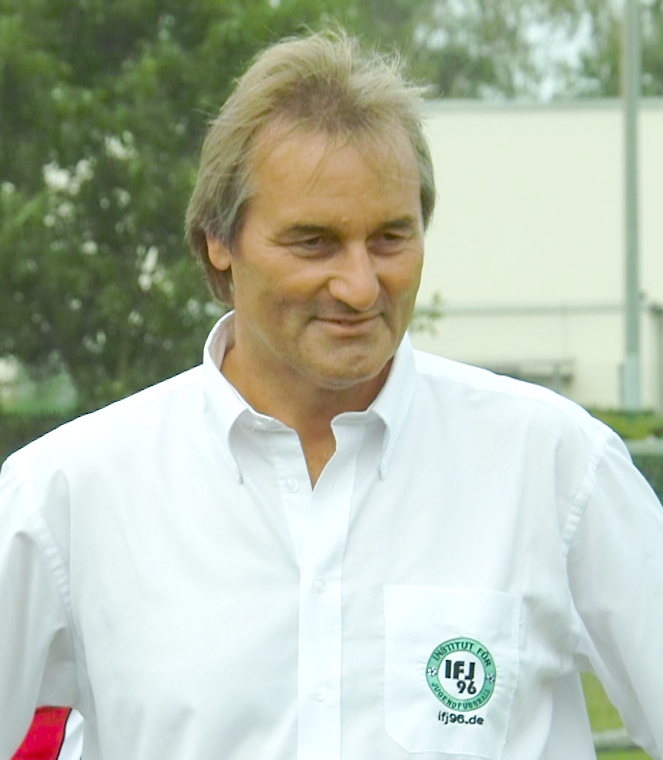
Peter Schreiner (Fußballtrainer, Autor)

Peter Schreiner (* 13. Mai 1953) ist ein deutscher Fußballtrainer. Er war von 2007 bis 2008 der erste Teamchef der ersten deutschen Nationalmannschaft im Blindenfußball. Zusammen mit Uli Pfisterer führte er 2007 die deutsche Nationalmannschaft zur Europameisterschaft in Athen.
Schreiner arbeitete als Gesamtschullehrer und DFB-A-Lizenztrainer. Er war über 25 Jahre Trainer im Amateur- und Jugendfußball, u. a. beim U19-Team des FC Schalke 04 und bei den Sportfreunden Katernberg. Außerdem war er Gründer des Instituts für Jugendfußball und Begründer von Ballkorobics sowie Veranstalter von Jugendtrainerkongressen der Jahre 2009, 2010, 2017, 2018, 2019, 2024. Er ist auch Produzent von DVDs für Trainer zusammen mit Horst Wein, Norbert Elgert, Ralf Peter, Peter Hyballa und Steven Turek. Peter Schreiner ist ebenfalls für den Bund Deutscher Fußballlehrer tätig und präsentierte im In- und Ausland sein Konzept zu den Themen Torschuss und Beidfüßigkeit.

## Schwerpunktthemen in seinen Seminaren und Kongressen
- Die Torschuss-Matrix (Torschuss-Ausbildung, 1v1 gegen den Torwart, Präzisionstraining, Spielformen)
- Beidfüßigkeit im Fußball (Passen und Torschuss)
- Kinder- und Jugendfußball (u. a. FUNino)
- Das Peter-Schreiner-System – Dribbeltechniken und Finten
- Koordinationstraining für Schule und Verein
- Direkt- und Kombinationsspiel

## Publikationen (deutsch)
- Die Torschuss-Matrix (Torschuss-Ausbildung, 1v1 gegen den Torwart, Präzisionstraining, Spielformen), Institut für Jugendfußball
- Beidfüßigkeit im Fußball (Institut für Jugendfußball)
- Koordinationstraining Fußball. Rowohlt, Reinbek 2000
- Kinder- und Jugendtraining. Rowohlt, Reinbek 2001
- Übungen mit dem MultiKickBAll. Rowohlt, Institut für Jugendfußball 2002
- Fussball – Perfekte Ballbeherrschung. Meyer&Meyer, Aachen 2009
- Effektiver Einsatz der Koordinationsleiter im Fußball. Onli-Verlag, Leer 2006
- Koordinatives Technik- und TaktiktrainingInstitut für Jugendfußball, Essen 2007.
- mit Norbert Elgert: Moderner Angriffsfußball. Meyer&Meyer, Aachen 2012

## Publikationen (englisch)
- Coordination, Agility and Speed Training For Soccer. Reedswain, Spring City 2000
- Coaching Youth Soccer. Rowohlt, Reedswain, Spring City 2002
- Effective use of the Agility Ladder for Soccer. Reedswain, Spring City 2003
- Perfect Ball Control Soccer. Meyer&Meyer, Aachen 2009
- mit Norbert Elgert: Attacking Soccer – Mastering the Modern Game. Meyer&Meyer, Aachen 2013

Seine Bücher wurden u. a. in Englisch, Griechisch, Spanisch und Japanisch übersetzt.

## DVDs (Auswahl)
- Tiqui Taca - One Touch 1 - 19 Variationen und Coaching im 6er-Gitter
- Tiqui Taca - One Touch - Vol. 2
- Fußball. Perfekte Ballbeherrschung. 115 Min., Deutsch und Englisch. Institut für Jugendfußball, Essen
- Koordinationstraining für Schule und Verein. 115 Min. Deutsch. Institut für Jugendfußball, Essen
- Koordinationstraining Fußball. 50 Min. Deutsch. Institut für Jugendfußball, Essen
- BallKoRobics. 200 Min. Deutsch und Englisch. Institut für Jugendfußball, Essen
- Entwicklung der Spielintelligenz im Fußball 1+2. 90 Min. Deutsch und Englisch. Institut für Jugendfußball, Essen
- Die Kunst des Angriffsfußballs 1+2. 115 Min. Deutsch und Englisch. Institut für Jugendfußball, Essen

## Produzent von Software, Online-Seminaren und Multimedia-Büchern
- Onlineseminare zusammen mit Horst Wein und Ralf Peter
- Onlinebuch Pressing im Fußball. easy Sports-Software, Essen 2012 (Ralf Peter und Peter Schreiner)
- Onlineseminare – Abwehren im Raum 1–14. easy Sports-Software, Essen 2011 (Ralf Peter und Peter Schreiner)
- Onlineseminare – Offensive-Taktik 1–14. easy Sports-Software, Essen 2012 (Ralf Peter und Peter Schreiner)
- Onlineseminare – Pressing Kompakt. easy Sports-Software, Essen 2012 (Ralf Peter und Peter Schreiner)
- Fußball Software easy Sports-Graphics. easy Sports-Software, Essen 2006–2013